# Ilie Corneschi
Ilie Alexandru Corneschi (* 17. Juli 1991 in Botoșani) ist ein rumänischer Leichtathlet, der im Mittel- und Langstreckenlauf an den Start geht.

## Sportliche Laufbahn
Seinen ersten größeren Erfolg feierte Ilie Corneschi im Jahr 2014, als er beim Cluj-Napoca-Halbmarathon nach 1:09:35 h auf dem dritten Platz einlief. Im Jahr darauf nahm er an der Sommer-Universiade in Gwangju teil und erreichte dort in 32:16,48 min Rang 20. 2016 siegte er beim Halbmarathon in Wien nach 1:07:06 h und im Jahr darauf wurde er beim Timișoara-Halbmarathon nach 1:04:56 h Zweiter, ehe er bei den Balkan-Meisterschaften in Novi Pazar in 8:33,32 min die Bronzemedaille im 3000-Meter-Lauf gewann. 2019 siegte er bei den Balkan-Meisterschaften in Prawez in 14:51,17 min über 5000 Meter und wurde anschließend beim Bukarest-Halbmarathon nach 1:07:01 h Zweiter. Im Jahr darauf klassierte er sich bei den Balkan-Meisterschaften in Cluj-Napoca in 14:24,62 min auf dem fünften Platz im 5000-Meter-Lauf. 2021 wurde er bei den Balkan-Hallenmeisterschaften in Istanbul in 3:53,00 min Neunter über 1500 Meter. Bei den Freiluftmeisterschaften Ende Juni in Smederevo klassierte er sich mit 8:12,74 min auf dem sechsten Platz über 3000 m und konnte sein Rennen über 5000 m nicht beenden. 2022 wurde er bei den Europameisterschaften in München nach 2:18:59 h 38. im Marathon und im Jahr darauf kam er bei den Weltmeisterschaften in Budapest nicht ins Ziel. Anschließend wurde er bei den Marathon-Balkan-Meisterschaften nach 2:24:36 h Zweiter.
2016 wurde Corneschi rumänischer Meister im 5000-Meter-Lauf und 2021 im Marathon. 2021 wurde er Hallenmeister im 1500-Meter-Lauf.

## Persönliche Bestleistungen
- 1500 Meter: 3:51,66 min, 23. Juni 2018 in Bukarest
  - 1500 Meter (Halle): 3:52,30 min, 5. Februar 2021 in Bukarest
- 3000 Meter: 8:12,74 min, 27. Juni 2021 in Smederevo
  - 3000 Meter (Halle): 8:20,23 min, 7. Februar 2019 in Bukarest
- 5000 Meter: 14:24,62 min, 19. September 2020 in Cluj-Napoca
- 10.000 Meter: 29:45,21 min, 30. April 2022 in Târgu Jiu
- Halbmarathon: 1:04:39 h, 29. Januar 2023 in Sevilla
- Marathon: 2:13:39 h, 25. September 2022 in Berlin